# Ouratea javariensis
Ouratea javariensis är en tvåhjärtbladig växtart som beskrevs av Claude Henri Léon Sastre. Ouratea javariensis ingår i släktet Ouratea och familjen Ochnaceae. Inga underarter finns listade i Catalogue of Life.